# BBC Four World Cinema Awards
Los BBC Four World Cinema Awards es un premio de carácter anual entregado por el canal de televisión inglés BBC Four a lo mejor del cine mundial; se realiza desde el año 2004. Una lista de hasta seis películas extranjeras proyectadas en el Reino Unido es realizada por críticos, directores de escuelas de cine y festivales. El ganador es seleccionado por un panel de jueces, cuyo proceso de decisión es emitido en vivo por la cadena televisiva como parte de la ceremonia de premiación.
En su octava versión, el premio fue presentado por Jonathan Ross del BFI Southbank de Londres. El ganador del premio de 2011 fue anunciado el 15 de noviembre de 2011, y el evento fue transmitido por la BBC Four el 20 de noviembre.
El año 2009 se añadió a la ceremonia el World Cinema Achievement Award, una premio destinado a un cineasta de gran relevancia, teniéndose como primer galardonado a Werner Herzog.

## Ganadores

### BBC Four World Cinema Award
| Año  | Película Ganadora | Director            | País                           |
| ---- | --- | ------------------- | ------------------------------ |
| 2011 | Yodaí-e Nader az Simín | Asghar Farhadi      | Irán                           |
| 2011 | Nominados: La piel que habito, Pedro Almódovar, España; El tío Boonmee que recuerda sus vidas pasadas (Lung Bunmi Raluek Chat), Apichatpong Weerasethakul, Tailandia; De dioses y hombres (Des hommes et des dieux), Xavier Beauvois, Francia; Le Quattro Volte, Michelangelo Frammartino, Italia                                                       |                     |                                |
| 2010 | The White Ribbon (Das weiße Band, Eine deutsche Kindergeschichte) | Michael Haneke      | Australia                      |
| 2010 | Nominados: I Am Love (Io sono l'amore), Luca Guadagnino, Italy; Let the Right One In (Låt den rätte komma in), John Ajvide Lindqvist, Sweden; A Prophet (Un prophète), Ari Folman, Israel; Waltz with Bashir (Vals Im Bashir), Juan Antonio Bayona, Spain/México                                                                                        |                     |                                |
| 2009 | 4 meses, 3 semanas y 2 días (4 luni, 3 săptămâni şi 2 zile) | Cristian Mungiu     | Rumania                        |
| 2009 | Nominados: Gomorrah (Gomorra), Matteo Garrone, Italy; Persepolis, Vincent Paronnaud y Marjane Satrapi, Francia; Le Scaphandre et le Papillon, Julian Schnabel, Francia/EE. UU.; El Orfanato, Juan Antonio Bayona, España/México |                     |                                |
| 2008 | El Laberinto del Fauno | Guillermo del Toro  | México/ España/ Estados Unidos |
| 2008 | Nominados: La vida de los otros (Das Leben Der Anderen), Florian Henckel von Donnersmarck, Alemania; La ciencia del sueño (La Science Des Rêves), Michel Gondry, Francia/Italia/EE. UU.; Climas (Iklimler), Nuri Bilge Ceylan, Turquía/Francia; Syndromes and a Century (Sang Sattawat), Apichatpong Weerasethakul, Tailandia/Francia/Austria           |                     |                                |
| 2007 | La Muerte del Sr. Lazarescu (Moartea Domnului Lazarescu) | Cristi Puiu         | Rumania                        |
| 2007 | Nominados: De battre mon coeur s'est arrêté, Jacques Audiard, Francia; El niño (L'Enfant), Jean-Pierre y Luc Dardenne, Bélgica/Francia; Cache, Michael Haneke, Francia/Alemania/Austria/Italia; Lady Vengeance (Chinjeolhan Geumjassi), Chan-Wook Park, Corea del Sur; Volver, Pedro Almodóvar, España                                                  |                     |                                |
| 2006 | Der Untergang | Oliver Hirschbiegel | Alemania/ Italia/ Australia    |
| 2006 | Nominados: 2046, Wong Kar-wai, China/Francia/Alemania/Hong Kong; La casa de las dagas voladoras, Zhang Yimou, China/Hong Kong; Como una imagen (Comme une image), Agnès Jaoui, Francia/Italia; Mar dentro, Alejandro Amenábar, España; Tropical Malady, Apichatpong Weerasethakul, Tailandia                                                            |                     |                                |
| 2005 | El regreso (Vozvrashcheniye) | Andrey Zvyagintsev  | Rusia                          |
| 2005 | Nominados: La mala educación, Pedro Almódovar, España; Hero, Zhang Yimou, China/Hong Kong; Diarios de motocicleta, Walter Salles, EE. UU./Reino Unido/Argentina/Chile/Perú; Uzak, Nuri Bilge Ceylan, Turquía; Zatoichi, Takeshi Kitano, Japón |                     |                                |
| 2004 | Les Triplettes de Belleville | Sylvain Chomet      | Francia/ Bélgica/ Canadá       |
| 2004 | Nominados: Ciudad de Dios (Cidade de Deus), Fernando Meirelles y codirector Katia Lund, Brasil/Francia/EE. UU.; Être et Avoir, Nicolas Philibert, Francia; Good Bye, Lenin!, Wolfgang Becker, Alemania; Un hombre sin pasado (Mies vailla menneisyyttä), Aki Kaurismaki, Finlandia/Alemania/Francia; El viaje de Chihiro, Hayao Miyazaki, EE. UU./Japón |                     |                                |

### BBC Four World Cinema Achievement Award
- 2009 - Werner Herzog[5]
- 2010 - Bernardo Bertolucci[6]
- 2011 - Isabelle Huppert